# Hyperolius leleupi
Espèce
Statut de conservation UICN

 EN B1ab(iii) : En danger
Hyperolius leleupi est une espèce d'amphibiens de la famille des Hyperoliidae.

## Répartition
Cette espèce est endémique de la République démocratique du Congo. Elle se rencontre à environ 2 550 m d'altitude dans les monts Itombwe (en) au Sud-Kivu,.

## Étymologie
Cette espèce est nommée en l'honneur de Narcisse Leleup.

## Publication originale
- Laurent, 1951 : Deux reptiles et onze batraciens nouveaux d'Afrique centrale. Revue de Zoologie et de Botanique Africaines, vol. 44, p. 360-381.